# Макс и жестянщики
«Макс и жестянщики» — кинофильм режиссёра Клода Соте. Экранизация одноимённого романа Клода Нерона.

## Сюжет
Макс — парижский полицейский, надменный, богатый и разозлённый бандами грабителей, которых он не может поймать. Чтобы восстановить свою репутацию, Макс решает спровоцировать шайку мелких воров (возглавляемую его старым знакомым) на ограбление банка. Капитан неохотно снабжает Макса информацией, и тот начинает проводить вечера с Лили, проституткой и подружкой главаря шайки. Макс изображает из себя богатого банкира, прожигающего деньги, и намекает на платёж, который проходит через его банк. План работает: воры собираются сорвать большой куш, а полицейские сидят наготове. Где в плане Макса могла быть ошибка?

## В ролях
- Мишель Пикколи — Макс
- Роми Шнайдер — Лили
- Жорж Вильсон — комиссар
- Бернар Фрессон — Абель Мареско
- Франсуа Перье — Росински
- Боби Лапуант — Малыш Лу
- Мишель Кретон — Робер Сайдани
- Анри-Жак Юэ — Дромадер
- Робер Фавар — Лоизель